# Lizzo
Melissa Viviane Jefferson (Detroit, 1988. április 27. –), művésznevén Lizzo, Primetime Emmy- és négyszeres Grammy-díjas amerikai énekes, rapper, dalszerző és fuvolás. Előadóművészi karrierjét Houstonban kezdte meg, majd dalokat Minneapolisba költözése után kezdett felvenni. Két stúdióalbumot, a Lizzobangers-t (2013), és Big Grrrl Small World-öt (2015) adott ki mielőtt aláírt az Atlantic Recordshoz. Első középlemeze a nagyobb lemezkiadóknál a 2016-os Coconut Oil volt.
A harmadik stúdióalbuma, a Cuz I Love You (2019) hozta meg neki a sikert, a Billboard 200 4. helyét érte el. Két kislemez jelent meg róla, a Juice és a Tempo. A Truth Hurts az album deluxe verzióján szerepelt és két évvel az eredeti megjelenése után első helyet ért el a Billboard Hot 100-on, 2019-ben. Lizzo a 62. Grammy-díjátadón nyolc jelölést szerzett, amelyekből a Legjobb kortárs urban album, a Legjobb szóló popénekes teljesítmény és a Legjobb hagyományos R&B előadás díjakat nyerte el.
Énekesi karrierje mellett színész is, többek között szinkronszerepe volt az Undipofikban és szerepelt A Wall Street pillangói filmben is. 2019-ben a Time az Év előadójának nevezte. Grammy-díjai mellett nyert egy Billboard Music Awardot, egy BET Awardot és két Soul Train Music Awardot.

## Fiatalkora
Melissa Viviane Jefferson Detroitban (Michigan) született 1988. április 27-én. Tíz éves korában Houstonba költözött családjával. Itt tanult fuvolázni nyolc évig Claudia Momentől. Tinédzserként kezdett rappelni, majd 2002-ben megalapította a Cornrow Clique együttest barátaival. Ekkor vette fel Lizzo művésznevét, amelyet Jay-Z Izzo (H.O.V.A.) dala inspirált. Miután befejezte középiskolai tanulmányait, klasszikus zenét tanult a Houstoni Egyetemen. Apja elhunyt, mikor 21 éves volt, amelyet követően autójában élt egy évig. 2011-ben költözött Minneapolisba (Minnesota).

## Karrier

### 2011-2015: karrier kezdete
Mikor Minneapolisban élt, indie együttesekkel lépett fel, többek között a Lizzo & the Larva Ink-kel. Ebben az időben alapítótagja volt a Chalice rap/R&B együttesnek. 2012-ben adták ki az első stúdióalbumokat, a We Are the Chalice-t, amely a városban sikeres volt.
A Lizzobangers volt a rapper első albuma, amely 2013. október 15-én jelent meg, és producerei Lazerbeak és Ryan Olson voltak. Killian Fox (The Guardian) négy csillagot adott neki ötből. Videóklipek megjelentek a Batches & Cookies, a Faded, a Bus Passes and Happy Meals, és a "Paris" dalokhoz.

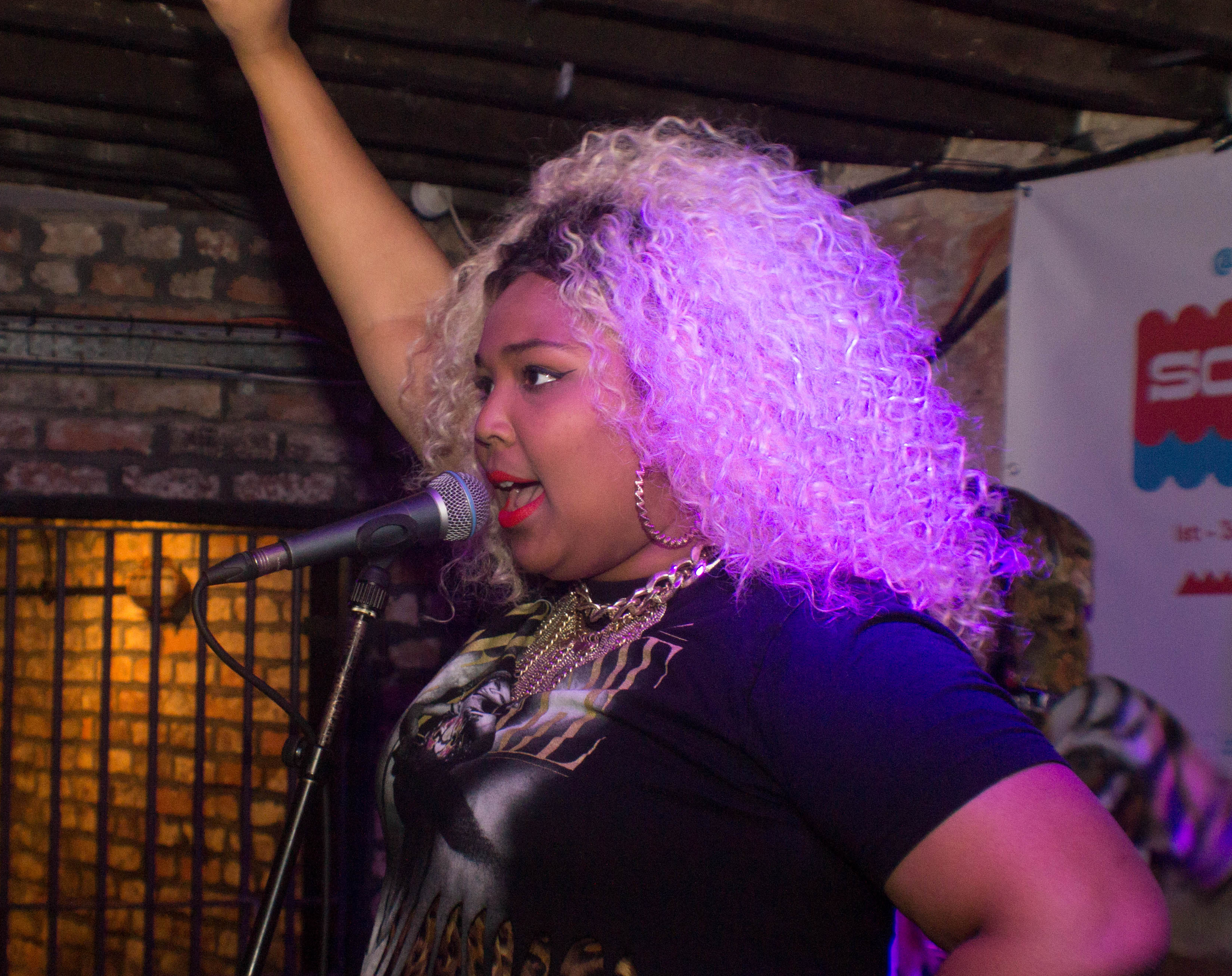
Lizzo 2014-ben

2013 őszén az Egyesült Államokban és az Egyesült Királyságban turnézott a Har Mar Superstarral. 2013 októberében Lizzo elnyerte a City Pages Picked to Click díját, amely a legjobb Twin Cities (Minneapolis és Saint Paul) előadónak jár. A debütáló albumát később újra kiadta a Virgin Records.
Miután megjelent első albuma, Lizzo azonnal elkezdett újabb zenét felvenni. 2014-ben részt vett a StyleLikeU What's Underneath projektjében, amelynek következtében megírta a My Skin-t.
2014 szeptemberében Lizzo, Sophia Eris és Claire de Lune közreműködött Prince és a 3rdEyeGirl Plectrumelectrum albumán, a BoyTrouble dalon, amelyről az énekes a következőt mondta: "szürreális volt... majdnem, mint egy tündérmese [...] valami, amin soha nem fogom túl tenni magam." 2014. október 7-én Lizzo szerepelt a Late Show with David Letterman-ben, mint zenei vendég.
Lizzo második stúdióalbuma, a Big Grrrl Small World 2015. december 11-én jelent meg. A Spin 17. helyre helyezte a 2015 50 legjobb hiphop albuma listáján.

### 2016–napjainkig: aCoconut OilaCuz I Love Youés a siker

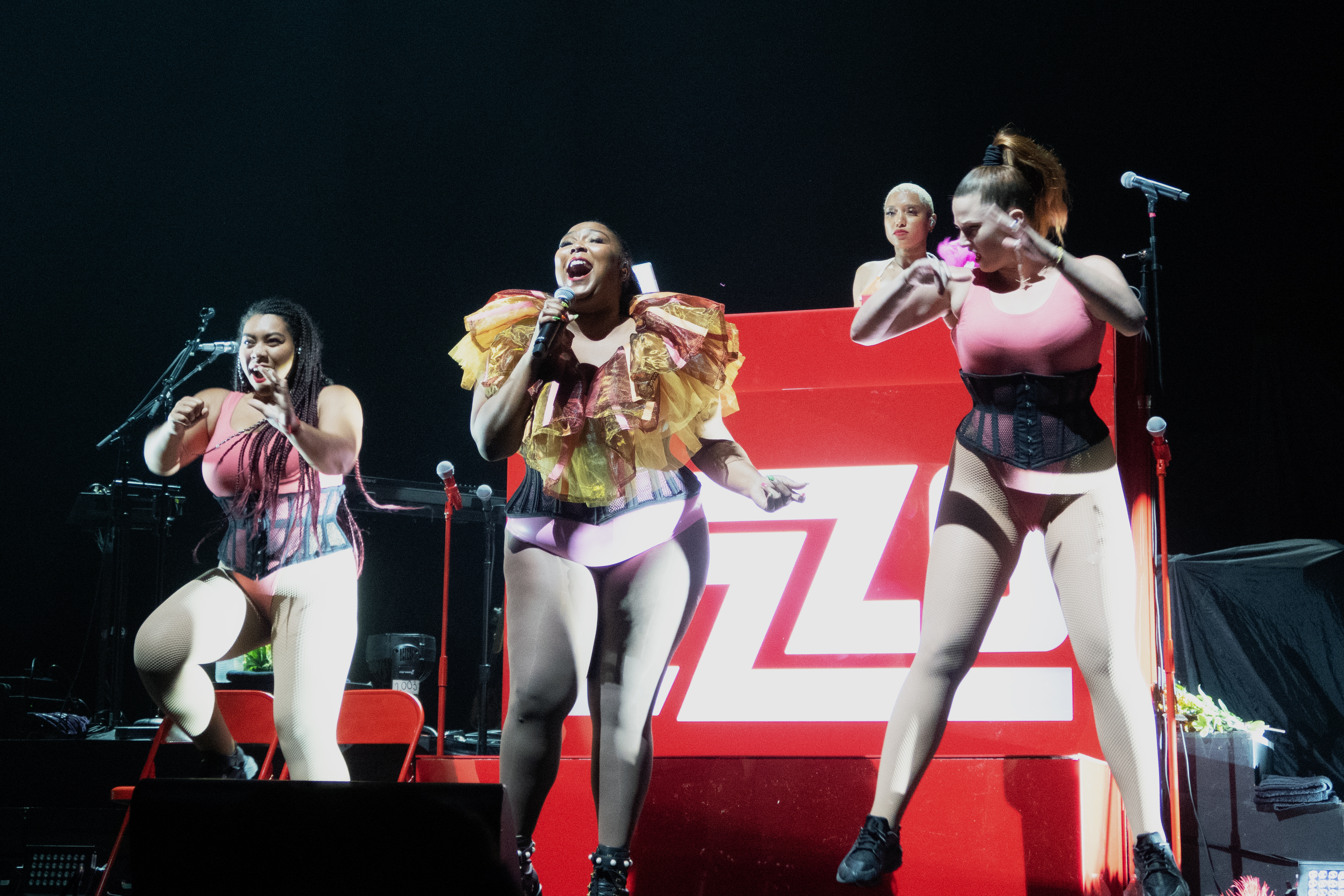
Lizzo 2018-ban egy fellépése közben

Lizzo műsorvezetője volt az MTV rövid életű Wonderland sorozatának. Miután aláírt az Atlantic Recordshoz ugyanebben az évben, kiadta első középlemezét, a Coconut Oil-t 2016. október 7-én. A Good As Hell-t 2016. március 8-án adta ki, mint az első kislemez a Coconut Oil-ról, a Birkanyírás 3 film számlistájának részeként. Lizzo szerző volt az összes dalon, a lemez producerei Ricky Reed, Christian Rich, Dubbel Dutch és Jesse Shatkin voltak.
A Rolling Stone a 14. helyre helyezte a 2016 20 legjobb popalbuma listán. A középlemez 44. helyig jutott a US Top R&B/Hip-Hop Albums slágerlistán. 2017-ben turnézni kezdett a Good as Hell Tour keretei között. Májusban headlinere volt a EEEEEATSCON fesztiválnak és vendégzsűri volt a RuPaul – Drag Queen leszek! sorozatban. 2018 elején turnézott a Haimmel és a Florence and the Machine-nel.
2019-ben a zene mellett színészkedni is elkezdett, többek között szinkronszerepe volt az Undipofikban és szerepelt A Wall Street pillangói filmben is.

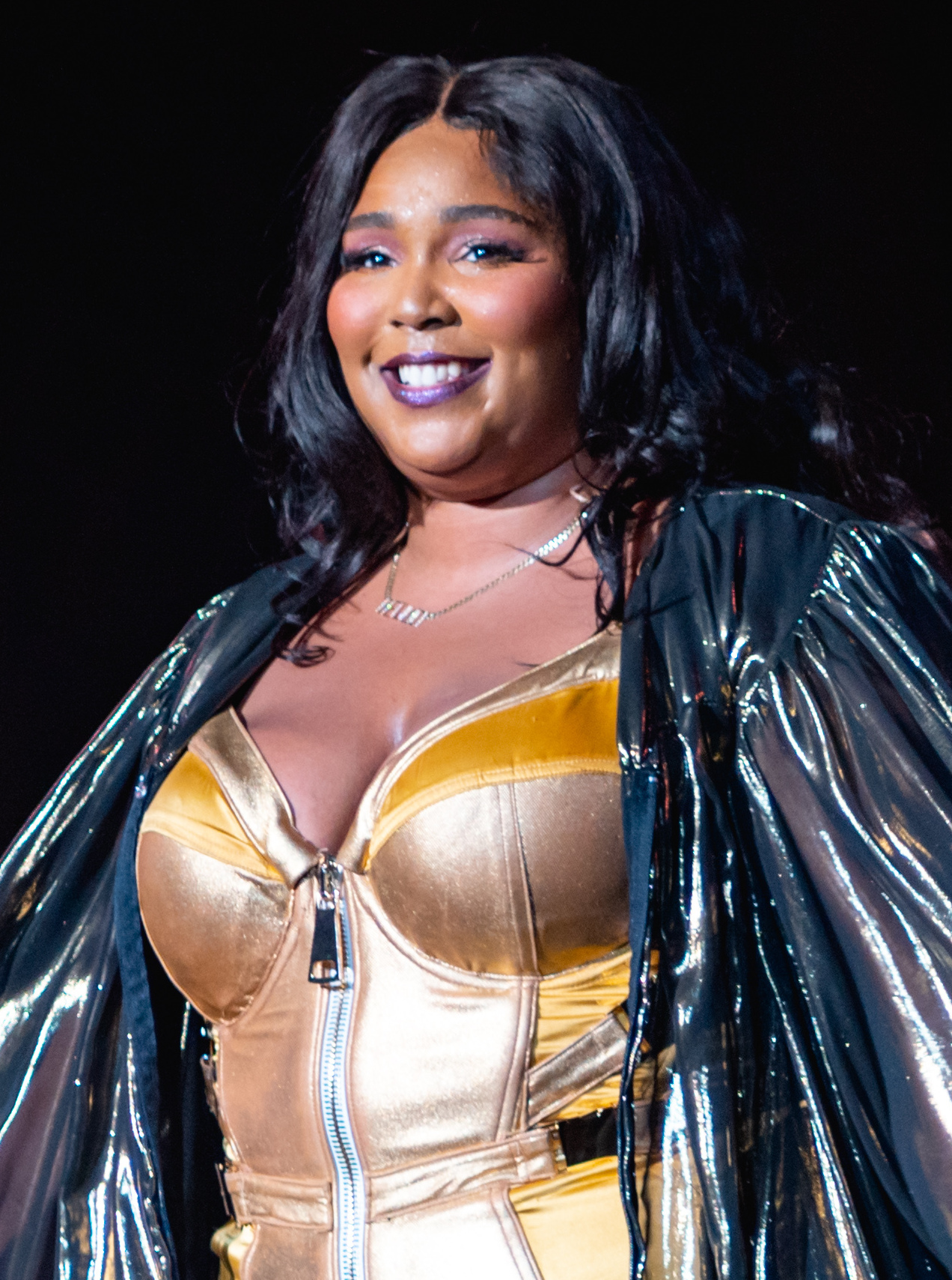
Lizzo 2019-ben, Londonban

A Juice, az első kislemeze a harmadik stúdióalbumáról 2019. január 4-én jelent meg. A következő hónapban bejelentette az album címét, amely a Cuz I Love You lett. Az albumot 2019. április 19-én adta ki, amely után fellépett a Coachella Fesztiválon. A Cuz I Love You megjelenését követően kezdett elérni mainstream sikert. Az album hatodik helyen debütált a Billboard 200-on és legmagasabb pozíciója a negyedik volt, három hónappal a megjelenése után.
Miután a TikTok platformon egyre népszerűbb lett és szerepelt a Someone Great filmben, a 2017-es Truth Hurts kislemez helyet kapott a Cuz I Love You (Deluxe)-on. Ennek következtében az album hónapokat töltött a Billboard 200 legjobb tíz helyének egyikén.
A Truth Hurts azóta Lizzo legelső első helyezett dala lett a Billboard Hot 100-on. Ezzel a harmadik női rapper lett, aki elérte ezt a pozíciót közreműködő előadó nélkül és az első fekete női R&B szólóelőadó Rihanna (Diamonds) óta, akinek ez sikerült. 2019. szeptember 9-én arany minősítést kapott az Amerikai Hanglemezgyártók Szövetségétől. A Truth Hurts hét hetet történt a Billboard Hot 100 élén. A dal videóklipjében Lizzo összeházasodik saját magával és több, mint 220 millió megtekintést szerzett YouTubeon. Elmondta, hogy az, hogy 2017-ben a dal sikertelen volt, majdnem ahhoz vezetett, hogy befejezze a zenélést.
Lizzo ismert fuvolás, gyermekkorában kezdett el a hangszeren játszani. Fuvolájának neve Sasha Flute, többek között a BET Awards-on is játszott már a hangszeren.
2019 nyarán Lizzo gyakran fellépett, többek között a Glastonbury Fesztiválon is.
2019. július 23-án nevezték a Push Artist of the Year és a Best New Artist díjakra a MTV Video Music Awards-on, amely díjátadón előadta a Truth Hurts és a Good as Hell dalait. Az utóbbi, egy 2016-os kislemez ebben az időben elkezdett sikeres lenni, a Billboard Hot 100-on 3. helyet ért el, míg a Brit kislemezlistán, Ausztráliában és Belgiumban mind a legjobb tíz helyek egyikére jutott.
Lizzo 2019. december 21-én lépett fel először a Saturday Night Live-on zenei vendégként. 2020 januárban headliner volt a FOMO Fesztiválon. Fellépett a Sydney-i Operaházban, ő nyitotta meg a 62. Grammy-díjátadót a Cuz I Love You és a Truth Hurts dalokkal és három díjat nyert. Tizenegy jelölést szerzett a 2020-as Billboard Music Awards-on, amelyből egyet nyert meg. A 2020-as BET Awards-on az első előadó lett, akit jelöltek R&B/pop és hiphop kategóriákban egy évben.
2024. március 30-án bejelentette, hogy befejezi karrierjét. 2024. április 3-án bejelentette, hogy mégsem fejezi be karrierjét, csak felé áradó „negatív energiákra” nem fordít több figyelmet a jövőben.

## Magánélete
Mikor 2018 júniusában szexualitásáról kérdezték, így válaszolt: "Én személyesen csak egy dolognak nem tartom magam... Ezért az LMBT+ színe a szivárvány! Mert egy spektrum és jelenleg fekete-fehérként akarjuk tartani. Ami nekem nem működik." Nagy LMBT-követése van, rajongóit "Lizzbians"-nek nevezi. 2019 júniusában, a Stonewall mozgalom 50. évfordulójának évében a Queerty a Pride50 listájára helyezte, amely azon személyeket tartalmazza, akik fontos szerepet játszik abban, hogy a "társadalom az egyenlőség és az elfogadás irányába mozogjon."
Karrierje során Lizzot gyakran támadták testalkata miatt. A testpozitivitás és az önbizalom ikonja. 2020. január 5-én elhagyta a Twittert, mert úgy érezte "túl sok a troll" a platformon és "majd visszatér, amikor úgy érzi". Ezóta a Twitter-fiókját a menedzsmentje kezeli, míg ő az Instagramján aktív. Gyakran beszél a mentális egészségről és, hogy annak milyen befolyása volt karrierjére.
Protestáns keresztényként nőtt fel. 2020 júniusában TikTokon mondta el, hogy vegán.

## Művészete
Lizzo zenéje főként hiphop, de keverve van soullal, R&B-vel és funk-poppal. Lizzo zenéjére nagy befolyással volt Missy Elliott, Lauryn Hill és Beyoncé. Egy 2018-as interjúban a következőt mondta: "Féltem attól, hogy énekes legyek, de mikor hallottam Lauryn Hillt, úgy éreztem, hogy talán tudom egyszerre csinálni mindkettőt." Stílusát pedig Diana Ross inspirálta.

## Diszkográfia
- Lizzobangers (2013)
- Big Grrrl Small World (2015)
- Cuz I Love You  (2019)
- Special (2022)

## Filmográfia

### Film
| Év   | Cím                     | Szerep | Megjegyzés |
| ---- | ----------------------- | ------ | ---------- |
| 2019 | Undipofik               | Lydia  | szinkron   |
| 2019 | A Wall Street pillangói | Liz    |            |

### Televízió
| Év   | Cím                                      | Szerep         | Megjegyzés                                                    |
| ---- | ---------------------------------------- | -------------- | ------------------------------------------------------------- |
| 2016 | Brad Neely's Harg Nallin' Sclopio Peepio | Önmaga         | 4 epizód                                                      |
| 2016 | Wonderland                               | Műsorvezető    | 10 epizód                                                     |
| 2018 | Yeti! Yeti!                              | Magic Mushroom |                                                               |
| 2022 | Lizzo's Watch Out for the Big Grrrls     | Műsorvezető    |                                                               |
| 2022 | Lizzo: Live in Concert                   | Önmaga         | HBO Max koncertfilm                                           |
| 2023 | A Mandalóri                              | Hercegnő       | - Epizód: "22. Fejezet: Zsoldosok" - magyar hang: Mezei Kitty |

### Vendégszerep önmagaként
| Év         | Cím                                    | Megjegyzés                                             |
| ---------- | -------------------------------------- | ------------------------------------------------------ |
| 2014       | Made in Chelsea: NYC                   | S01E04 – "Do Not Involve Me In Your Slutty Board Game" |
| 2014       | Late Show with David Letterman         | S22E29 – "Robert Downey Jr./Sarah Paulson/Lizzo"       |
| 2015       | Access Hollywood                       |                                                        |
| 2015       | The Late Show with Stephen Colbert     | S01E56                                                 |
| 2016       | Sooo Many White Guys                   | 1 epizód, podcast                                      |
| 2016       | The Real                               | 1 epizód                                               |
| 2016       | Party Legends                          | "Make Mistakes"                                        |
| 2016       | Full Frontal with Samantha Bee         | S01E30 – "Post-Election"                               |
| 2017, 2018 | Trivial Takedown                       | 2 epizód                                               |
| 2018       | Articulate with Jim Cotter             | "Caroline Shaw, Lizzo, Robert Janz"                    |
| 2018       | Hannibal Buress: Handsome Rambler      | 53. epizód, "The Lizzo Episode" (podcast)              |
| 2018       | RuPaul's Drag Race                     | 10, szezon, 10. epizód                                 |
| 2019       | The Ellen DeGeneres Show               | 1 epizód                                               |
| 2019       | The Tonight Show Starring Jimmy Fallon | 1 epizód                                               |
| 2019       | The Daily Show with Trevor Noah        | 2019. április 18.                                      |
| 2019       | 2 Dope Queens                          | 1 epizód, podcast                                      |
| 2019       | C à vous                               | 1 epizód                                               |
| 2019       | Neo Magazin Royale                     | 1 epizód                                               |
| 2019       | The Jonathan Ross Show                 | 1 epizód                                               |
| 2019       | Saturday Night Live                    | 45. évad, 10. epizód                                   |
| 2020       | The Eric Andre Show                    | 5. évad, 4. epizód                                     |

## Turnék
Headliner
- Good as Hell Tour (2017)
- Cuz I Love You Tour (2019)
- Cuz I Love You Too Tour (2019)
- The Special Tour (2022-2023)[70]

Vendég
- Haim – Sister Sister Sister Tour (2018)
- Florence and the Machine – High as Hope Tour (2018)

## Díjak
| Év   | Díjátadó                                   | Kategória                            | Jelölt                  | For.   |
| ---- | ------------------------------------------ | ------------------------------------ | ----------------------- | ------ |
| 2019 | Apple Music Awards                         | Breakthrough Artist of the Year      | Lizzo                   | [ 71 ] |
| 2019 | Rolling Stone's International Music Awards | Style                                | Lizzo                   | [ 72 ] |
| 2019 | Soul Train Music Awards                    | Video of the Year                    | Juice                   | [ 73 ] |
| 2019 | Soul Train Music Awards                    | Album/Mixtape of the Year            | Cuz I Love You          | [ 73 ] |
| 2020 | BET Awards                                 | Best Female R&B/Pop Artist           | Lizzo                   | [ 74 ] |
| 2020 | Billboard Music Awards                     | Top Song Sales Artist                | Lizzo                   | [ 75 ] |
| 2020 | BMI Pop Awards                             | Award Winning Songs                  | Truth Hurts             | [ 76 ] |
| 2020 | Grammy-díj                                 | Legjobb kortárs urban album          | Cuz I Love You (Deluxe) | [ 77 ] |
| 2020 | Grammy-díj                                 | Legjobb szóló popénekes teljesítmény | Truth Hurts             | [ 77 ] |
| 2020 | Grammy-díj                                 | Legjobb hagyományos R&B előadás      | Jerome                  | [ 77 ] |
| 2020 | iHeartRadio Music Awards                   | Best New Pop Artist                  | Lizzo                   | [ 78 ] |
| 2020 | iHeartRadio Music Awards                   | Song of the Year                     | Truth Hurts             | [ 78 ] |
| 2020 | Queerty Awards                             | Anthem                               | Juice                   | [ 79 ] |
| 2023 | Grammy-díj                                 | Az év felvétele                      | About Damn Time         | [ 80 ] |

## További információ
- Hivatalos oldal
- Lizzo a Facebookon
- Lizzo az Internetes Szinkronadatbázisban (magyarul)
- Lizzo az Internet Movie Database-ben (angolul)
- Lizzo a Rotten Tomatoeson (angolul)